# Copa do Nordeste de Futebol Sub-20 de 2018
A Copa do Nordeste de Futebol Sub-20 de 2018 foi a nona edição da competição organizada pela Confederação Brasileira de Futebol (CBF). O campeonato foi disputado por clubes da região nordeste e o Fortaleza foi o campeão da edição: a equipe cearense derrotou o Bahia nas penalidades e conquistou seu segundo título (o primeiro reconhecido pela CBF).

## Participantes
Os dezoito clubes participantes desta edição foram:
| - ABC - América-PE - América de Natal - ASA - Bahia - Botafogo-PB - Ceará - Confiança - CSA | - CRB - Fortaleza - Icasa - Moto Club - Náutico - River-PI - Sampaio Corrêa - Santa Cruz - Vitória |

## Primeira fase
Na primeira fase, os quatros clubes participantes foram divididos em dois grupos, disputando um único jogo e classificando-se aquele com a maior pontuação. Em caso de desempates, os confrontos foram decididos nas penalidades.
| Equipe 1 | Total       | Equipe 2       |
| -------- | ----------- | -------------- |
| CRB      | 1–0         | ASA            |
| Icasa    | 2–2 (2–4 p) | Sampaio Corrêa |

## Fase de grupos
A segunda fase foi disputada pelos catorze clubes garantidos e os dois classificados da fase anterior, divididos em quatro grupos com quatro equipes cada. Nessa fase, os confrontos foram compostos por turno e returno entre os adversários do próprio grupo. Em caso de desempates, os seguintes critérios foram adotados:
- Maior número de vitórias;
- Maior saldo de gols;
- Maior número de gols pró;
- Confronto direto (quando o empate ocorrer entre dois clubes);
- Menor número de cartões vermelhos recebidos;
- Menor número de cartões amarelos recebidos;
- Sorteio.

### Grupo A
| Pos | Equipes   | Pts | J | V | E | D | GP | GC | SG  |
| --- | --------- | --- | - | - | - | - | -- | -- | --- |
| 1º  | Bahia     | 14  | 6 | 4 | 2 | 0 | 16 | 3  | +13 |
| 2º  | Vitória   | 8   | 6 | 1 | 5 | 0 | 8  | 7  | +1  |
| 3º  | CRB       | 5   | 6 | 1 | 2 | 3 | 6  | 7  | –1  |
| 4º  | Confiança | 3   | 6 | 0 | 3 | 3 | 6  | 19 | –13 |

|           | BAH | VIT | CON | CRB |
| --------- | --- | --- | --- | --- |
| Bahia     | —   | 1–1 | 6–0 | 1–0 |
| Vitória   | 1–1 | —   | 2–2 | 2–2 |
| Confiança | 1–6 | 1–1 | —   | 1–1 |
| CRB       | 0–1 | 0–1 | 3–1 | —   |

### Grupo B
| Pos | Equipes    | Pts | J | V | E | D | GP | GC | SG |
| --- | ---------- | --- | - | - | - | - | -- | -- | -- |
| 1º  | Santa Cruz | 13  | 6 | 4 | 1 | 1 | 11 | 2  | +9 |
| 2º  | ABC        | 10  | 6 | 3 | 1 | 2 | 8  | 7  | +1 |
| 3º  | CSA        | 7   | 6 | 2 | 1 | 3 | 9  | 10 | –1 |
| 4º  | América-PE | 4   | 6 | 1 | 1 | 4 | 8  | 17 | –9 |

|            | AME | ABC | CSA | SAN |
| ---------- | --- | --- | --- | --- |
| América-PE | —   | 1–3 | 5–0 | 1–1 |
| ABC        | 2–1 | —   | 2–2 | 0–1 |
| CSA        | 5–0 | 2–0 | —   | 0–1 |
| Santa Cruz | 6–0 | 0–1 | 2–0 | —   |

### Grupo C
| Pos | Equipes          | Pts | J | V | E | D | GP | GC | SG |
| --- | ---------------- | --- | - | - | - | - | -- | -- | -- |
| 1º  | Fortaleza        | 18  | 6 | 6 | 0 | 0 | 11 | 2  | +9 |
| 2º  | Náutico          | 10  | 6 | 3 | 1 | 2 | 6  | 4  | +2 |
| 3º  | América de Natal | 5   | 6 | 1 | 2 | 3 | 6  | 9  | –3 |
| 4º  | Botafogo-PB      | 1   | 6 | 0 | 1 | 5 | 4  | 12 | –8 |

|                  | AME | BOT | FOR | NAU |
| ---------------- | --- | --- | --- | --- |
| América de Natal | —   | 2–2 | 0–1 | 0–1 |
| Botafogo-PB      | 1–2 | —   | 1–2 | 0–1 |
| Fortaleza        | 3–1 | 2–0 | —   | 1–0 |
| Náutico          | 1–1 | 3–0 | 0–2 | —   |

### Grupo D
| Pos | Equipes        | Pts | J | V | E | D | GP | GC | SG  |
| --- | -------------- | --- | - | - | - | - | -- | -- | --- |
| 1º  | River-PI       | 11  | 6 | 3 | 2 | 1 | 17 | 3  | +14 |
| 2º  | Ceará          | 11  | 6 | 3 | 2 | 1 | 18 | 5  | +13 |
| 3º  | Sampaio Corrêa | 9   | 6 | 3 | 0 | 3 | 11 | 11 | 0   |
| 4º  | Moto Club      | 3   | 6 | 1 | 0 | 5 | 3  | 30 | –27 |

|                | CEA | MOT  | RIV | SAM |
| -------------- | --- | ---- | --- | --- |
| Ceará          | —   | 5–0  | 0–0 | 1–3 |
| Moto Club      | 0–8 | —    | 0–2 | 2–1 |
| River-PI       | 1–1 | 10–0 | —   | 3–0 |
| Sampaio Corrêa | 1–3 | 4–1  | 2–1 | —   |

## Fase final
|  | Semifinal              | Semifinal       |       |  | Final                  | Final |  |
|  |                        |                 |       |  |                        |       |  |
|  | Aracaju, 6 de dezembro |                 |       |  |                        |       |  |
|  | Bahia                  | 3               |       |  |                        |       |  |
|  | Santa Cruz             | 2               |       |  |                        |       |  |
|  |                        |                 |       |  |                        |       |  |
|  |                        |                 |       |  | Aracaju, 8 de dezembro |       |  |
|  |                        |                 |       |  | Bahia                  | 2 (2) |  |
|  |                        | Fortaleza (pen) | 2 (4) |  |                        |       |  |
|  |                        |                 |       |  |                        |       |  |
|  |                        |                 |       |  |                        |       |  |
|  |                        |                 |       |  |                        |       |  |
|  | Aracaju, 6 de dezembro |                 |       |  |                        |       |  |
|  | Fortaleza (pen)        | 1 (4)           |       |  |                        |       |  |
|  | River-PI               | 1 (3)           |       |  |                        |       |  |

### Semifinais
| 6 de dezembro | Fortaleza         | 1 − 1                 | River-PI           | Estádio Estadual Lourival Baptista, Aracaju |
| 17:00 (UTC−2) | Gustavo 74' (pen) | Súmula Website da CBF | Matheus Lima 90+2' | Árbitro: SE Fábio Augusto Santos Sá Junior  |

|  |       | Penalidades |
|  | 4 − 3 |             |

| 6 de dezembro | Bahia                                  | 3 − 2                 | Santa Cruz                                | Estádio Estadual Lourival Baptista, Aracaju |
| 21:00 (UTC−2) | Saldanha 14' · Railan 30' · Caique 48' | Súmula Website da CBF | Clayton Monteiro 34' (g.c.) · Elias 90+4' | Árbitro: SE Michael Vinícius Santos Freitas |

### Final
| 8 de dezembro | Bahia                 | 2 − 2                 | Fortaleza                       | Estádio Estadual Lourival Baptista, Aracaju |
| 17:00 (UTC−2) | Caique 29' · Caio 83' | Súmula Website da CBF | Gustavo 38' · Victor Cariri 85' | Árbitro: SE Diego da Silva                  |

|                                          |       | Penalidades                                                   |  |
| Matheus João Pedro Jeferson Douglas Caio | 2 − 4 | Gustavo Coutinho Silva Lopes Guilherme Victor Cariri Oliveira |  |

## Premiação
| Copa do Nordeste Sub-20 de 2018 |
| Ceará                           |
| ------------------------------- |
| Fortaleza Campeão (2.º título)  |

## Artilharia
Atualizado em 14 de dezembro de 2018 às 10:41.
| Gols | Jogador         | Time           |
| ---- | --------------- | -------------- |
| 8    | Matheus Lima    | River-PI       |
| 7    | Caíque          | Bahia          |
| 6    | Kaio Magno      | Ceará          |
| 5    | Gabriel         | Sampaio Corrêa |
| 5    | Adriano Brandão | Santa Cruz     |
| 5    | Veterano        | ABC            |